# Sveriges ambassad i Bogotá
Sveriges ambassad i Bogotá är Sveriges diplomatiska beskickning i Colombia som är belägen i landets huvudstad Bogotá. Beskickningen består av en ambassad där 24 personer arbetar, varav åtta är diplomater utsända av såväl Utrikesdepartementet (UD) som Sida. Ambassadör sedan 2020 är Helena Storm. Ambassaden representerar också Sverige i Ecuador och Venezuela.

## Fastigheterna
Sedan 1973 finns den svenska ambassaden i lokaler på adressen Calle 72 i norra delen av Bogotà. 1983 köptes denna del av fastigheten av svenska staten för ambassadens räkning. 2002 undersöktes möjligheter för att bättre kunna tillgodose ambassadens lokalbehov. Ambassadören hade då också blivit ackrediterad i Venezuela, Panama och Ecuador. Ambassaden i Bogotà blev därmed regionambassad. Arkitekter vid ombyggnationen var Solweig Sörman, SIR/MSA, Ahlsén Inredningsarkitekter, Stockholm. Lokal arkitekt var Luis Roberto Martínez Muñoz, Proyectos Integrales, Bogotá D.C. I mars 2003 invigdes de nya lokalerna på plan 8 och 9 i ambassadbyggnaden. Tidigare disponerades bara plan 9. Planlösningen och inredningen har en öppen svensk karaktär och domineras av enkla, massiva material. Ambassadörsresidenset ligger på adressen Carrera 4 no 72-55, Bogotà DC.

## Beskickningschefer
| Namn                      | Period    | Funktion          | Anmärkning                                            |
| ------------------------- | --------- | ----------------- | ----------------------------------------------------- |
| Einar Modig               | 1930–1934 | Envoyé            | Sidoackrediterad från ambassaden i Lima.              |
| Vilhelm Assarsson         | 1935–1937 | Envoyé            | Sidoackrediterad från ambassaden i Lima.              |
| Gunnar Reuterskiöld       | 1937–1939 | Envoyé            | Sidoackrediterad från ambassaden i Lima.              |
| Rolf Arfwedson            | 1939–1939 | Chargé d’affaires |                                                       |
| Rolf Arfwedson            | 1943–1944 | Chargé d’affaires |                                                       |
| Karl Yngve Vendel         | 1944–1948 | Chargé d’affaires |                                                       |
| Ragnvald Bagge            | 1948–1949 | Chargé d’affaires |                                                       |
| Ragnvald Bagge            | 1949–1950 | Envoyé            |                                                       |
| Brynolf Eng               | 1950–1955 | Envoyé            | Sidoackrediterad i Panama City och Quito.             |
| Leif Öhrvall              | 1955–1957 | Envoyé            | Sidoackrediterad i Panama City och Quito.             |
| Leif Öhrvall              | 1957–1958 | Ambassadör        | Sidoackrediterad i Panama City och Quito.             |
| Torsten Brandel           | 1958–1961 | Ambassadör        | Sidoackrediterad i Panama City och Quito.             |
| Curt Leijon               | 1961–1964 | Ambassadör        | Sidoackrediterad i Panama City och Quito.             |
| Hugo Ärnfast              | 1964–1965 | Ambassadör        | Sidoackrediterad i Panama City och Quito.             |
| Ingvar Grauers            | 1965–1976 | Ambassadör        | Sidoackrediterad i Panama City och Quito.             |
| Hans-Efraim Sköld         | 1976–1979 | Ambassadör        | Sidoackrediterad i Panama City och Quito.             |
| Ragnar Petri              | 1979–1983 | Ambassadör        | Sidoackrediterad i Panama City.                       |
| Karl Wärnberg             | 1983–1988 | Ambassadör        | Sidoackrediterad i Panama City.                       |
| Fredrik Bergenstråhle     | 1989–1991 | Ambassadör        |                                                       |
| Sven Juhlin               | 1991–1996 | Ambassadör        | Sidoackrediterad i Quito från 1992.                   |
| Björn Sternby             | 1996–2000 | Ambassadör        |                                                       |
| Olof Skoog                | 2000–2004 | Ambassadör        |                                                       |
| Lena Nordström            | 2005–2011 | Ambassadör        | Sidoackrediterad till Quito, Caracas och Panama City. |
| Marie Andersson de Frutos | 2011–2017 | Ambassadör        | Sidoackrediterad till Quito och Caracas.              |
| Tommy Strömberg           | 2017–2020 | Ambassadör        |                                                       |
| Helena Storm              | 2020–     | Ambassadör        |                                                       |